# Evgenij Dadonov
Evgenij Anatol'evič Dadonov (in russo Евгений Анатольевич Дадонов?; Čeljabinsk, 12 marzo 1989) è un hockeista su ghiaccio russo.

## Palmarès

### Mondiali
- 4 medaglie:
  - 1 oro (Bielorussia 2014)
  - 1 argento (Repubblica Ceca 2015)
  - 2 bronzi (Russia 2016; Germania/Francia 2017)